# Sophie Koch
Sophie Ulrike Koch (Parchim, 4 de octubre de 1997) es una deportista alemana que compite en piragüismo en la modalidad de aguas tranquilas.
Ganó una medalla de plata en el Campeonato Mundial de Piragüismo de 2022 y dos medallas en el Campeonato Europeo de Piragüismo, en los años 2021 y 2022.
Participó en los Juegos Olímpicos de Tokio 2020, ocupando el cuarto lugar en la prueba de C2 500 m.

## Palmarés internacional
| Campeonato Mundial | Campeonato Mundial | Campeonato Mundial | Campeonato Mundial |
| Año                | Lugar              | Medalla            | Competición        |
| ------------------ | ------------------ | ------------------ | ------------------ |
| 2022               | Halifax (Canadá)   | Medalla de plata   | C2 500 m mixto     |
| Campeonato Europeo |                    |                    |                    |
| Año                | Lugar              | Medalla            | Competición        |
| 2021               | Poznań (Polonia)   | Medalla de plata   | C2 500 m           |
| 2022               | Múnich (Alemania)  | Medalla de bronce  | C2 200 m           |